# Física del suelo
La física del suelo trata el estudio de las propiedades físicas del suelo y los procesos físicos que ocurren dentro y en su superficie, y que son importantes en el sector agrícola para predecir los factores que intervienen en ecosistemas naturales y simulados como el crecimiento de las plantas, el manejo del suelo y del agua. Se basa en los principios de la física, la química física, la ingeniería, y la meteorología.
Es especialmente importante en estos días porque la mayoría de los agricultores requieren un entendimiento de los ecosistemas agrícolas. los principios de la física del suelo también se aplican para hacer frente a problemas prácticos de la agricultura, la ecología y la ingeniería.